# Rúben Fernandes
Rúben Miguel Marques dos Santos Fernandes, meglio noto come Rúben Fernandes (Portimão, 6 maggio 1986), è un calciatore portoghese, difensore del Farense.

## Caratteristiche tecniche
È un difensore centrale.

## Carriera

### Club
Con la maglia del Portimonense, club della sua città natale, ha disputato oltre 200 incontri.

### Nazionale
Ha giocato nella nazionale portoghese Under-20.